# Royal C. Johnson

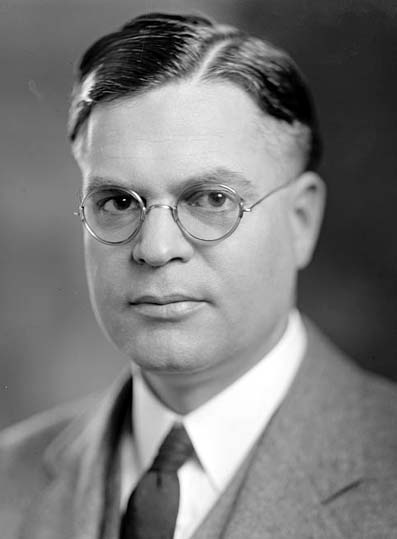
Royal C. Johnson

Royal Cleaves Johnson (* 3. Oktober 1882 in Cherokee, Iowa; † 2. August 1939 in Washington, D.C.) war ein US-amerikanischer Politiker. Zwischen 1915 und 1933 vertrat er den zweiten Wahlbezirk des Bundesstaates South Dakota im US-Repräsentantenhaus.

## Frühe Jahre und Aufstieg
Im März 1883 kam Royal Johnson als Kleinkind mit seinen Eltern nach Highmore im Hyde County in South Dakota. Dort besuchte er auch die öffentlichen Schulen. Bis 1906 studierte er an der University of South Dakota Jura. Nach seiner im selben Jahr erfolgten Zulassung als Rechtsanwalt begann er in Highmore in diesem Beruf zu arbeiten. Von 1906 bis 1907 war er stellvertretender Bezirksstaatsanwalt im Hyde County, von 1908 bis 1909 dann eigentlicher Bezirksstaatsanwalt. Zwischen 1910 und 1914 fungierte er als Attorney General von South Dakota. Im Jahr 1913 zog Johnson nach Aberdeen, wo er weiter als Rechtsanwalt arbeitete.

## Johnson im Kongress
Bei den Kongresswahlen des Jahres 1914 wurde Johnson als Kandidat der Republikanischen Partei in das US-Repräsentantenhaus gewählt. Dieses Mandat übte er nach den entsprechenden Wiederwahlen zwischen dem 4. März 1915 und dem 3. März 1933 in neun Legislaturperioden aus. Während des Ersten Weltkriegs ließ er sein Mandat ab Januar 1918 für einige Monate ruhen, um in der US Army zu kämpfen. Im Kongress war Johnson zwischen 1921 und 1925 Vorsitzender des Ausschusses zur Kontrolle der Ausgaben des Kriegsministeriums sowie von 1929 bis 1932 Vorsitzender des Ausschusses, der sich mit den Ansprüchen der Veteranen des Ersten Weltkriegs befasste.

## Weiterer Lebenslauf
Nachdem er 1932 nicht mehr für eine weitere Amtszeit kandidiert hatte, schied er im März 1933 aus dem Kongress aus. Danach arbeitete er als Rechtsanwalt in Washington. Dort ist er im August 1939 auch verstorben. Royal Johnson wurde auf dem Nationalfriedhof Arlington in Virginia beigesetzt.